# Gran Dama Oferent del Cerro de los Santos

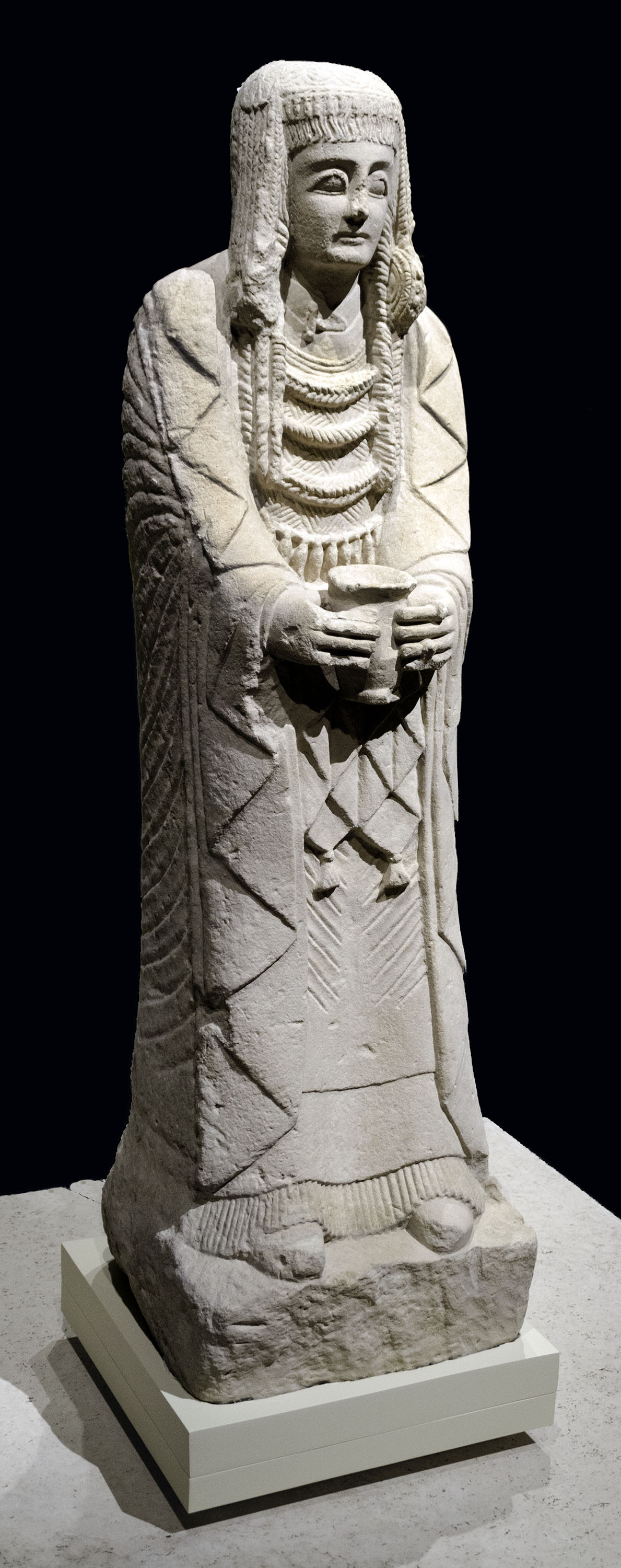
Gran Dama Oferent -vista completa- (M.A.N., Madrid).

La Gran Dama Oferent del Cerro de los Santos és una escultura ibèrica, datada del segle iii aC o del segle ii aC. S'exhibeix en el Museu Arqueològic Nacional d'Espanya, a Madrid. Evidencia el paper de la dona aristòcrata als ritus religiosos dels ibers.

## Context
Es tracta d'una figura femenina d'1,35 m d'alçada realitzada en pedra calcària que es va trobar abans de 1870 al santuari de la cultura ibèrica situat en el[Cerro de los Santoss, a Montealegre del Castillo  (província d'Albacete. Al mateix jaciment es va trobar un elevat nombre d'exvots i escultures, en pedra, d'homes i dones en actituds oferents. La cronologia del jaciment s'entén des del segle iv.aC. fins a l'època romana.

## Vestimenta
La figura femenina mostra una rica vestimenta, que denota la pertinença un nivell social elevat. Es mostra abillada amb tres túniques superposades; la inferior, de plecs molt fins, fregael terra i emmarca els peus calçats. Damunt duu una túnica fina amb brodats al pit. Finalment, la túnica superior és un mantell les vores del qual cauen hieràtiques sota les mans ressaltant l'ofrena.
Una fíbula o passador en forma de T subjecta el coll de la túnica. S'adorna amb tres collarets -dos trenats i un de sogat-, i amb cinc anells a les mans. Sobre el cap duu una diadema, adornada amb línies ondulades de motius vegetals. De la diadema pengen agulles en forma de flor i ínfules, de les que pengen diverses arracades molt decorades.

## Significat
La figura mostra la gran importància de la dona en aspectes religiosos de la cultura ibèrica. La riquesa del vestit indica una dama de l'alta societat, que pot estar oferint un present a la divinitat, o podria participar en un ritu d'iniciació. La proximitat del jaciment a diverses fonts d'aigües minerals reforça el significat salutífer i de dedicació religiosa de l'escultura.

## Galeria
Altres «Dames oferents» del Cerro de los Santos i albergades al Museu Arqueològic Nacional d'Espanya.

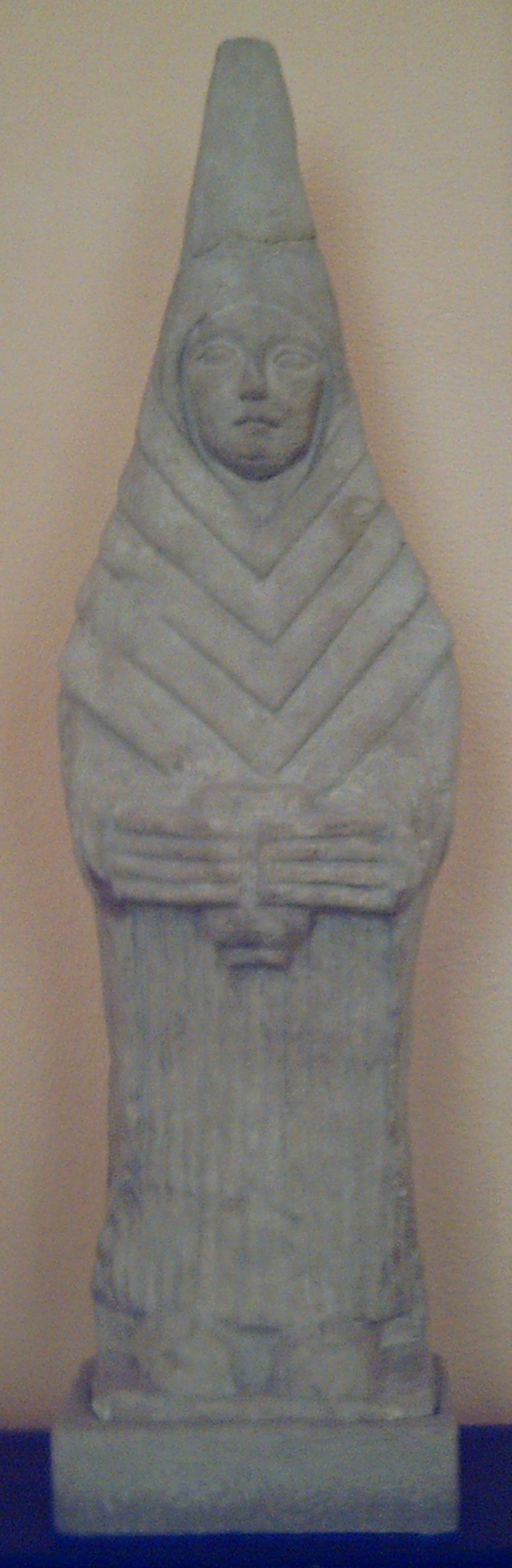
títol
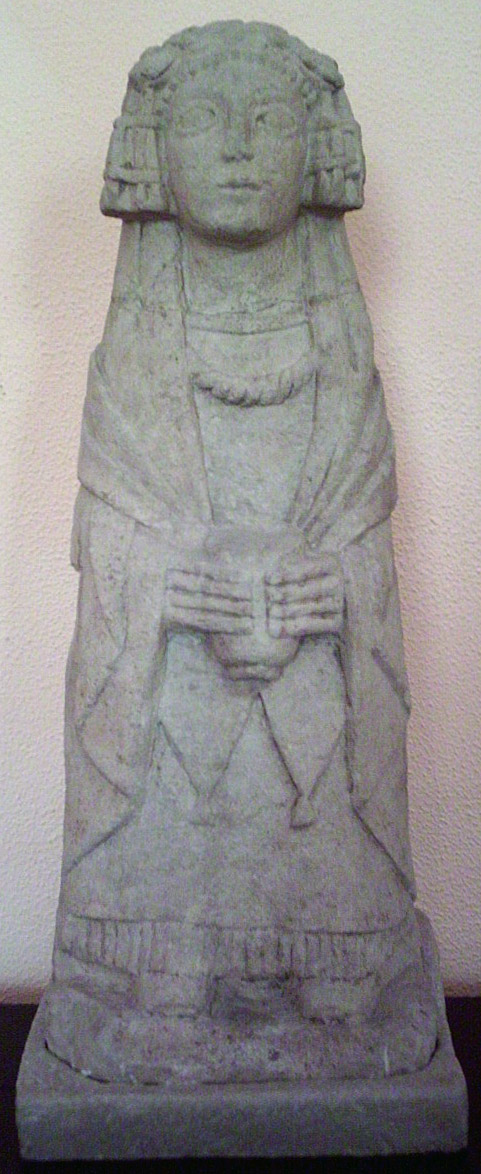
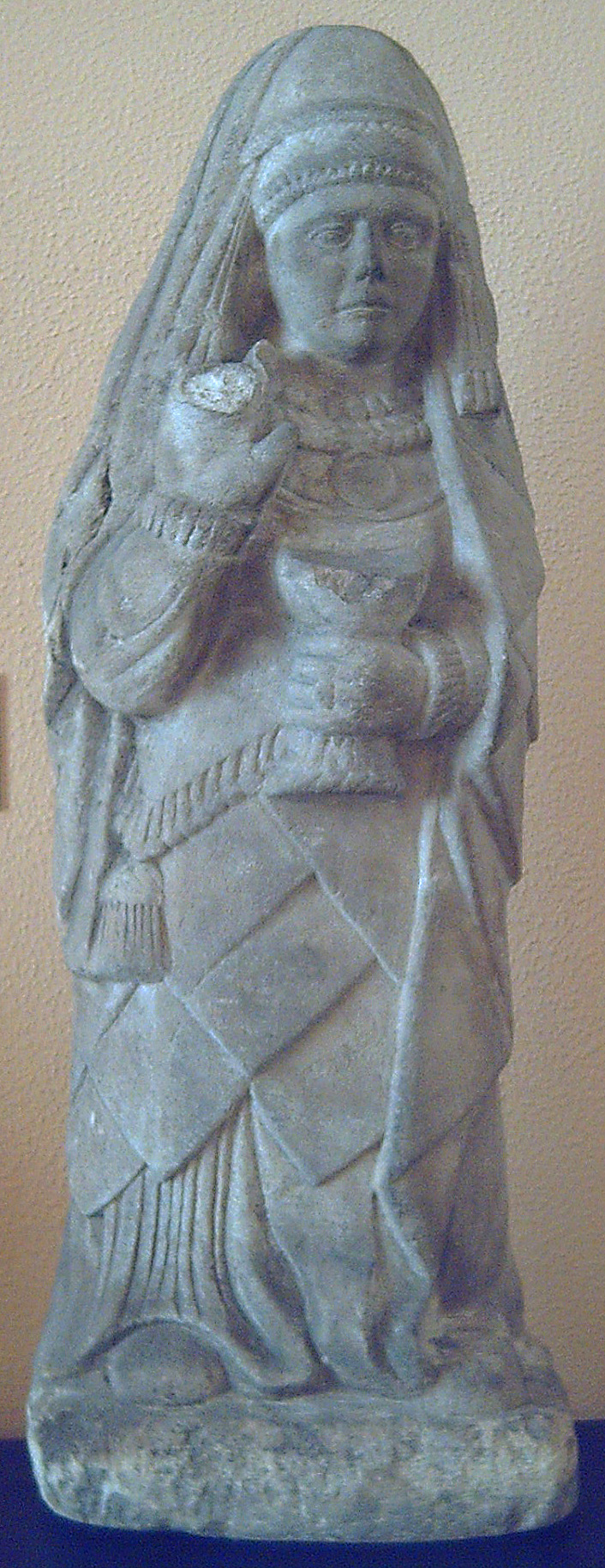